# Koo (tradition)
Le Koo est une confrérie féminine du peuple Bassa. 

## Description
Le Koo qui signifie « l'escargot » en langue française, est perçu comme un androgyne dans la communauté Bassa. Ce phénomène a donné sa dénomination à la confrérie Koo réservée aux femmes.